# Quebra-Cabeça (canção)
"Quebra-Cabeça" é uma canção do músico Hungria Hip Hop, lançada no dia 15 de dezembro de 2016. O single traz a participação especial do cantor sertanejo Lucas Lucco. O videoclipe da canção foi ao ar no mesmo dia de seu lançamento, e atualmente ultrapassa a marca de 100 milhões de acessos no YouTube, e mais de 50 milhões de streamings no Spotify.

## Antecedentes e composição
Anteriormente, a canção iria se chamar "Mil Revólveres", mas por decisão da gravadora Best Produções, o título foi mudado. Sua produção geral ficou por conta do rapper e produtor musical Neguim, integrante do grupo de rap Pacificadores, e o arranjo pelo músico Kadyn. A música foi planejada para ser solo, mas de última hora, a produção de Hungria convidou o artista Lucas Lucco para reversar versos na canção e sua voz foi adicionada depois.

## Lançamento e videoclipe
O videoclipe da canção foi ao ar no dia 15 de dezembro de 2016. A produção do clipe foi realizada pelo Studio Siriguela sob direção de Fred Siqueira e Lucas Lucco. Após o sucesso da música, foi lançada uma versão remixada de "Quebra-Cabeça" por Alphaloud, que teve seu lançamento na Vevo no dia 19 de maio de 2017.

## Lista de faixas
| Download digital no iTunes |                                                                   |         |  |
| N.º                        | Título                                                            | Duração |  |
| 1.                         | "Quebra-Cabeça" (part. Lucas Lucco)                               | 4:44    |  |
| 2.                         | "Quebra-Cabeça (Alphaloud Remix)" (part. Lucas Lucco & Alphaloud) | 4:30    |  |